# Вуелта а Каталуња 2025.
Вуелта а Каталуња 2025. било је 104 издање етапне бициклистичке трке Вуелта а Каталуње, која је одржана у периоду од 24. до 30. марта у Шпанији, као девета трка у оквиру UCI ворлд тура 2025. Вожено је седам етапа, укупна дужина је износила 1.095.1 km, старт је био у Сан Фелију де Гишолсу, док је последња етапа вожена у Барселони. Вожене су двије равне, двије брдске и три планинске етапе. Највећи фаворити су били Примож Роглич и Хуан Ајусо, док су међу осталим фаворитима били Адам Јејтс, Ричард Карапаз, Сајмон Јејтс, Еган Бернал, Енрик Мас, Тео Гејган Харт и Сантијаго Буитраго.
Ајусо је побиједио Роглича у спринту на трећој етапи и преузео лидерску мајицу, након чега је Роглич побиједио Ајуса у спринту на четвртој етапи и преузео лидерску мајицу са истим временом као Ајусо, али због бољег пласмана на прве двије етапе. На петој етапи је Ајусо узео секунду бонификације на пролазном џиљу и преузео је лидерску мајицу, док је шеста етапа скраћена због невремена на 72 km, од чега је била неутралисана до 25 km до циља, а вријеме за генерални пласман се рачунало на 5 km до циља. На последњој, седмој етапи, Роглич је напао на 21 km до циља, остварио је соло побједу и освојио је трку 28 секунди испред Ајуса, док је на трећем мјесту завршио Мас. Роглич је освојио и брдску и класификацију по поенима, Ајусо класификацију за најбољег младог возача, а Визма—лејз а бајк тимску класификацију. Роглич и Метју Бренан су остварили по двије етапне побједе.

## Тимови
На трци су учествовала 24 тима, са по седам возача. Свих 18 ворлд тур тимова имало је аутоматску позивницу и били су обавезни да учествују пошто је трка била у ворлд туру прије 2017. године, док су два најбоља про тур тима за претходну сезону такође имали аутоматску позивницу за све ворлд тур трке, али нису били обавезни да учествују. Лото и Израел—премијер тех су били најбољи про тур тимови на крају сезоне 2024. и одлучили су да учествују, док су специјалне позивнице добили Бургос бурпелет БХ, Каха рурал—сегурос РГА, Керн фарма и Еускалтел—еускади.
UCI ворлд тур тимови:
| - Алпесин—декунинк - Аркеа—бб хотелс - Бахреин—викторијус - Визма—лејз а бајк - Групама—ФДЈ - Декатлон АГ2Р ла мондијал - ЕФ едукејшон—изипост - Инеос гренадирс - Интермарше—ванти | - Кофидис - Лидл—трек - Мовистар - Пикник постнл - Ред бул—Бора–ханзго - Судал—Квик-степ - УАЕ тим емирејтс ХРГ - ХДС Астана - Џејко—алула |

UCI про тур тимови:
| - Бургос бурпелет БХ - Екипо Керн фарма - Еускалтел—еускади | - Израел—премијер тех - Каха рурал—сегурос РГА - Лото |

## Новчане награде
Укупан новчани фонд на трци износио је 109.500 евра. Побједник је добио 14.000, другопласирани 7.000, трећепласирани 3.500, четвртопласирани 1.750, а награде је добијало првих 20 возача, с тим да су возачи од 10. до 20. мјеста добијали по 350 евра.  Побједници брдске, класификацији по поенима и класификације за најбољег младог возача добили су по 1.000, а побједник тимске класификације 1.500 евра.
Побједник сваке појединачне етапе добијао је по 4.000, другопласирани 2.000, трећепласирани 1.000, а награде је добијало првих 20 возача, с тим да су возачи од 10. до 20. мјеста добијали по 100 евра.
| Позиција | Етапе      | Класификације     | Класификације            | Класификације        | Класификације       | Класификације |            |            |
| Позиција | Етапе      | Генерални пласман | Класификација по поенима | Брдска класификација | Најбољи млади возач | Тимови        |            |            |
| -------- | ---------- | ----------------- | ------------------------ | -------------------- | ------------------- | ------------- | ---------- | ---------- |
| Позиција | Етапе      | 1.                | 4.000 евра               | 14.000 евра          | 1.000 евра          | 1.000 евра    | 1.000 евра | 1.500 евра |
| 2.       | 2.000 евра | 7.000 евра        | —                        | —                    | —                   | —             |            |            |
| 3.       | 1.000 евра | 3.500 евра        | —                        | —                    | —                   | —             |            |            |
| 4.       | 500 евра   | 1.750 евра        | —                        | —                    | —                   | —             |            |            |
| 5.       | 400 евра   | 1.400 евра        | —                        | —                    | —                   | —             |            |            |
| 6.       | 300 евра   | 1.050 евра        | —                        | —                    | —                   | —             |            |            |
| 7.       | 300 евра   | 1.050 евра        | —                        | —                    | —                   | —             |            |            |
| 8.       | 200 евра   | 700 евра          | —                        | —                    | —                   | —             |            |            |
| 9.       | 200 евра   | 700 евра          | —                        | —                    | —                   | —             |            |            |
| 10.      | 100 евра   | 350 евра          | —                        | —                    | —                   | —             |            |            |
| 11.      | 100 евра   | 350 евра          | —                        | —                    | —                   | —             |            |            |
| 12.      | 100 евра   | 350 евра          | —                        | —                    | —                   | —             |            |            |
| 13.      | 100 евра   | 350 евра          | —                        | —                    | —                   | —             |            |            |
| 14.      | 100 евра   | 350 евра          | —                        | —                    | —                   | —             |            |            |
| 15.      | 100 евра   | 350 евра          | —                        | —                    | —                   | —             |            |            |
| 16.      | 100 евра   | 350 евра          | —                        | —                    | —                   | —             |            |            |
| 17.      | 100 евра   | 350 евра          | —                        | —                    | —                   | —             |            |            |
| 18.      | 100 евра   | 350 евра          | —                        | —                    | —                   | —             |            |            |
| 19.      | 100 евра   | 350 евра          | —                        | —                    | —                   | —             |            |            |
| 20.      | 100 евра   | 350 евра          | —                        | —                    | —                   | —             |            |            |

## Рута и етапе
| Етапа  | Датум    | Рута                                         | Дистанца        | Тип               | Тип             | Побједник           | Реф.   |
| ------ | -------- | -------------------------------------------- | --------------- | ----------------- | --------------- | ------------------- | ------ |
| 1.     | 24. март | Сан Фелију де Гишолс — Сан Фелију де Гишолс  | 178.3           |                   | Брдска етапа    | Метју Бренан (УК)   | [ 20 ] |
| 2.     | 25. март | Бањолес — Фигерас                            | 177.3           |                   | Равна етапа     | Итан Вернон (УК)    | [ 21 ] |
| 3.     | 26. март | Виладеканс — Ла Молина                       | 218.6           |                   | Планинска етапа | Хуан Ајусо (ШПА)    | [ 22 ] |
| 4.     | 27. март | Сан Висенте де Кастелет — Монтсерат миленари | 188.7           |                   | Планинска етапа | Примож Роглич (СЛО) | [ 23 ] |
| 5.     | 28. март | Паул — Ампоста                               | 172             |                   | Равна етапа     | Метју Бренан (УК)   | [ 24 ] |
| 6.     | 29. март | Берга — Квералт Берга                        | 159 72          |                   | Планинска етапа | Квин Симонс (САД)   | [ 27 ] |
| 7.     | 30. март | Барселона — Барселона                        | 88.2            | 20px\|link=\|alt= | Брдска етапа    | Примож Роглич (СЛО) | [ 28 ] |
| Укупно | Укупно   | Укупно                                       | 1,182.1 1,095.1 | 1,182.1 1,095.1   | 1,182.1 1,095.1 | 1,182.1 1,095.1     |        |

## Етапе

### 1. етапа
24. март 2025. — Сан Фелију де Гишолс — Сан Фелију де Гишолс, 178.3 km
| Позиција | Возач                   | Тим                       | Вријеме    |
| -------- | ----------------------- | ------------------------- | ---------- |
| 1.       | Метју Бренан (УК)       | Визма—лејз а бајк         | 4ч 25' 17" |
| 2.       | Кејден Гроувс (АУС)     | Алпесин—декунинк          | + 0"       |
| 3.       | Тибор дел Гросо (ХОЛ)   | Алпесин—декунинк          | + 0"       |
| 4.       | Доријан Годон (ФРА)     | Декатлон АГ2Р ла мондијал | + 0"       |
| 5.       | Андреа Вендраме (ИТА)   | Декатлон АГ2Р ла мондијал | + 0"       |
| 6.       | Корбин Стронг (НЗЛ)     | Израел—премијер тех       | + 0"       |
| 7.       | Едвард Планкарт (БЕЛ)   | Алпесин—декунинк          | + 0"       |
| 8.       | Микел Ланда (ШПА)       | Судал—Квик-степ           | + 0"       |
| 9.       | Ленерт ван Етвелт (БЕЛ) | Лото                      | + 0"       |
| 10.      | Лауренс де Плус (БЕЛ)   | Инеос гренадирс           | + 0"       |

| Позиција | Возач                 | Тим                       | Вријеме    |
| -------- | --------------------- | ------------------------- | ---------- |
| 1.       | Метју Бренан (УК)     | Визма—лејз а бајк         | 4ч 25' 17" |
| 2.       | Кејден Гроувс (АУС)   | Алпесин—декунинк          | + 4"       |
| 3.       | Тибор дел Гросо (ХОЛ) | Алпесин—декунинк          | + 6"       |
| 4.       | Енрик Мас (ШПА)       | Мовистар                  | + 7"       |
| 5.       | Примож Роглич (СЛО)   | Ред бул—Бора–ханзго       | + 9"       |
| 6.       | Доријан Годон (ФРА)   | Декатлон АГ2Р ла мондијал | + 10"      |
| 5.       | Андреа Вендраме (ИТА) | Декатлон АГ2Р ла мондијал | + 10"      |
| 6.       | Корбин Стронг (НЗЛ)   | Израел—премијер тех       | + 10"      |
| 7.       | Едвард Планкарт (БЕЛ) | Алпесин—декунинк          | + 10"      |
| 8.       | Микел Ланда (ШПА)     | Судал—Квик-степ           | + 10"      |

### 2. етапа
25. март 2025. — Бањолес — Фигерас, 177.3 km
| Позиција | Возач                       | Тим                       | Вријеме    |
| -------- | --------------------------- | ------------------------- | ---------- |
| 1.       | Итан Вернон (УК)            | Израел—премијер тех       | 4ч 45' 13" |
| 2.       | Метју Бренан (УК)           | Визма—лејз а бајк         | + 0"       |
| 3.       | Кејден Гроувс (АУС)         | Алпесин—декунинк          | + 0"       |
| 4.       | Аксел Лоренс (ФРА)          | Инеос гренадирс           | + 0"       |
| 5.       | Павел Битнер (ЧЕШ)          | Пикник постнл             | + 0"       |
| 6.       | Доријан Годон (ФРА)         | Декатлон АГ2Р ла мондијал | + 0"       |
| 7.       | Марајн ван ден Берг (ХОЛ)   | ЕФ едукејшон—изипост      | + 0"       |
| 8.       | Станислав Ањиолковски (ПОЉ) | Кофидис                   | + 0"       |
| 9.       | Дион Смит (НЗЛ)             | Интермарше—ванти          | + 0"       |
| 10.      | Андерс Фолдагер (ДАН)       | Џејко—алула               | + 0"       |

| Позиција | Возач                      | Тим                       | Вријеме    |
| -------- | -------------------------- | ------------------------- | ---------- |
| 1.       | Метју Бренан (УК)          | Визма—лејз а бајк         | 8ч 41' 17" |
| 2.       | Кејден Гроувс (АУС)        | Алпесин—декунинк          | + 6"       |
| 3.       | Тибор дел Гросо (ХОЛ)      | Алпесин—декунинк          | + 12"      |
| 4.       | Енрик Мас (ШПА)            | Мовистар                  | + 13"      |
| 5.       | Хуан Ајусо (ШПА)           | УАЕ тим емирејтс ХРГ      | + 13"      |
| 6.       | Примож Роглич (СЛО)        | Ред бул—Бора–ханзго       | + 15"      |
| 7.       | Доријан Годон (ФРА)        | Декатлон АГ2Р ла мондијал | + 16"      |
| 8.       | Андреа Вендраме (ИТА)      | Декатлон АГ2Р ла мондијал | + 16"      |
| 9.       | Вилијам Лесерф млађи (БЕЛ) | Судал—Квик-степ           | + 16"      |
| 10.      | Павел Битнер (ЧЕШ)         | Пикник постнл             | + 16"      |

### 3. етапа
26. март 2025. — Виладеканс — Ла Молина, 218.6 km
| Позиција | Возач                     | Тим                  | Вријеме    |
| -------- | ------------------------- | -------------------- | ---------- |
| 1.       | Хуан Ајусо (ШПА)          | УАЕ тим емирејтс ХРГ | 5ч 49' 29" |
| 2.       | Примож Роглич (СЛО)       | Ред бул—Бора–ханзго  | + 0"       |
| 3.       | Микел Ланда (ШПА)         | Судал—Квик-степ      | + 2"       |
| 4.       | Лени Мартинез (ФРА)       | Бахреин—викторијус   | + 4"       |
| 5.       | Ленерт ван Етвелт (БЕЛ)   | Лото                 | + 4"       |
| 6.       | Енрик Мас (ШПА)           | Мовистар             | + 4"       |
| 7.       | Еган Бернал (КОЛ)         | Инеос гренадирс      | + 4"       |
| 8.       | Харолд Мартин Лопез (ЕКВ) | ХДС Астана           | + 4"       |
| 9.       | Ричард Карапаз (ЕКВ)      | ЕФ едукејшон—изипост | + 4"       |
| 10.      | Адам Јејтс (УК)           | УАЕ тим емирејтс ХРГ | 4"         |

| Позиција | Возач                      | Тим                  | Вријеме     |
| -------- | -------------------------- | -------------------- | ----------- |
| 1.       | Хуан Ајусо (ШПА)           | УАЕ тим емирејтс ХРГ | 14ч 30' 49" |
| 2.       | Примож Роглич (СЛО)        | Ред бул—Бора–ханзго  | + 6"        |
| 3.       | Микел Ланда (ШПА)          | Судал—Квик-степ      | + 11"       |
| 4.       | Енрик Мас (ШПА)            | Мовистар             | + 14"       |
| 5.       | Вилијам Лесерф млађи (БЕЛ) | Судал—Квик-степ      | + 17"       |
| 6.       | Лени Мартинез (ФРА)        | Бахреин—викторијус   | + 17"       |
| 7.       | Ричард Карапаз (ЕКВ)       | ЕФ едукејшон—изипост | + 17"       |
| 8.       | Лауренс де Плус (БЕЛ)      | Инеос гренадирс      | + 17"       |
| 9.       | Ленерт ван Етвелт (БЕЛ)    | Лото                 | + 17"       |
| 10.      | Еган Бернал (КОЛ)          | Инеос гренадирс      | + 17"       |

### 4. етапа
27. март 2025. — Сан Висенте де Кастелет — Монтсерат миленари, 188.7 km
| Позиција | Возач                   | Тим                       | Вријеме    |
| -------- | ----------------------- | ------------------------- | ---------- |
| 1.       | Примож Роглич (СЛО)     | Ред бул—Бора–ханзго       | 4h 24' 08" |
| 2.       | Хуан Ајусо (ШПА)        | УАЕ тим емирејтс ХРГ      | + 0"       |
| 3.       | Енрик Мас (ШПА)         | Мовистар                  | + 3"       |
| 4.       | Лени Мартинез (ФРА)     | Бахреин—викторијус        | + 3"       |
| 5.       | Микел Ланда (ШПА)       | Судал—Квик-степ           | + 3"       |
| 6.       | Феликс Гал (ИТА)        | Декатлон АГ2Р ла мондијал | + 3"       |
| 7.       | Ленерт ван Етвелт (БЕЛ) | Лото                      | 3"         |
| 8.       | Метју Ричитело (САД)    | Израел—премијер тех       | + 6"       |
| 9.       | Хуан Педро Лопез (ИТА)  | Лидл—трек                 | + 21"      |
| 10.      | Ђулио Пелицари (ИТА)    | Ред бул—Бора–ханзго       | + 24"      |

| Позиција | Возач                      | Тим                  | Вријеме     |
| -------- | -------------------------- | -------------------- | ----------- |
| 1.       | Примож Роглич (СЛО)        | Ред бул—Бора–ханзго  | 18ч 54' 50" |
| 2.       | Хуан Ајусо (ШПА)           | УАЕ тим емирејтс ХРГ | + 0"        |
| 3.       | Енрик Мас (ШПА)            | Мовистар             | + 20"       |
| 4.       | Микел Ланда (ШПА)          | Судал—Квик-степ      | + 21"       |
| 5.       | Лени Мартинез (ФРА)        | Бахреин—викторијус   | + 27"       |
| 6.       | Ленерт ван Етвелт (БЕЛ)    | Лото                 | + 27"       |
| 7.       | Метју Ричитело (УК)        | Израел—премијер тех  | + 45"       |
| 8.       | Харолд Мартин Лопез (ЕКВ)  | ХДС Астана           | + 55"       |
| 9.       | Вилијам Лесерф млађи (БЕЛ) | Судал—Квик-степ      | + 58"       |
| 10.      | Лауренс де Плус (БЕЛ)      | Инеос гренадирс      | + 58"       |

### 5. етапа
28. март 2025. — Паул — Ампоста, 172 km
| Позиција | Возач                     | Тим                       | Вријеме    |
| -------- | ------------------------- | ------------------------- | ---------- |
| 1.       | Метју Бренан (УК)         | Визма—лејз а бајк         | 3ч 28' 14" |
| 2.       | Тибор дел Гросо (ХОЛ)     | Алпесин—декунинк          | + 0"       |
| 3.       | Павел Битнер (ЧЕШ)        | Пикник постнл             | + 0"       |
| 4.       | Марајн ван ден Берг (ХОЛ) | ЕФ едукејшон—изипост      | + 0"       |
| 5.       | Корбин Стронг (НЗЛ)       | Израел—премијер тех       | + 0"       |
| 6.       | Аксел Лоренс (ФРА)        | Инеос гренадирс           | + 0"       |
| 7.       | Доријан Годон (ФРА)       | Декатлон АГ2Р ла мондијал | + 0"       |
| 8.       | Нико Денц (ЊЕМ)           | Ред бул—Бора–ханзго       | + 0"       |
| 9.       | Ерик Фагундез (УРУ)       | Бургос бурпелет БХ        | + 0"       |
| 10.      | Хуан Ајусо (ШПА)          | УАЕ тим емирејтс ХРГ      | + 0"       |

| Позиција | Возач                   | Тим                  | Вријеме     |
| -------- | ----------------------- | -------------------- | ----------- |
| 1.       | Хуан Ајусо (ШПА)        | УАЕ тим емирејтс ХРГ | 22ч 23' 03" |
| 2.       | Примож Роглич (СЛО)     | Ред бул—Бора–ханзго  | + 1"        |
| 3.       | Енрик Мас (ШПА)         | Мовистар             | + 21"       |
| 4.       | Микел Ланда (ШПА)       | Судал—Квик-степ      | + 22"       |
| 5.       | Лени Мартинез (ФРА)     | Бахреин—викторијус   | + 28"       |
| 6.       | Лауренс де Плус (БЕЛ)   | Инеос гренадирс      | + 59"       |
| 7.       | Еган Бернал (КОЛ)       | Инеос гренадирс      | + 59"       |
| 8.       | Ленерт ван Етвелт (БЕЛ) | Лото                 | + 1' 10     |
| 9.       | Сајмон Јејтс (УК)       | Визма—лејз а бајк    | + 1' 14"    |
| 10.      | Ричард Карапаз (ЕКВ)    | ЕФ едукејшон—изипост | + 1' 27"    |

### 6. етапа
29. март 2025. — Берга — Квералт Берга, 159 
 72 
| Позиција | Возач                     | Тим                       | Вријеме |
| -------- | ------------------------- | ------------------------- | ------- |
| 1.       | Квин Симонс (САД)         | Лидл—трек                 | 25' 04" |
| 2.       | Павел Битнер (ЧЕШ)        | Пикник постнл             | + 0"    |
| 3.       | Андерс Фолдагер (ДАН)     | Џејко—алула               | + 0"    |
| 4.       | Ленерт ван Етвелт (БЕЛ)   | Лото                      | + 0"    |
| 5.       | Итан Вернон (УК)          | Израел—премијер тех       | + 0"    |
| 6.       | Андреа Вендраме (ИТА)     | Декатлон АГ2Р ла мондијал | + 0"    |
| 7.       | Доријан Годон (ФРА)       | Декатлон АГ2Р ла мондијал | + 0"    |
| 8.       | Аксел Лоренс (ФРА)        | Инеос гренадирс           | + 0"    |
| 9.       | Пау Мигел (ШПА)           | Каха рурал—сегурос РГА    | + 0"    |
| 10.      | Харолд Мартин Лопез (ЕКВ) | ХДС Астана                | + 0"    |

| Позиција | Возач                   | Тим                  | Вријеме     |
| -------- | ----------------------- | -------------------- | ----------- |
| 1.       | Хуан Ајусо (ШПА)        | УАЕ тим емирејтс ХРГ | 22ч 48' 07" |
| 2.       | Примож Роглич (СЛО)     | Ред бул—Бора–ханзго  | + 1"        |
| 3.       | Енрик Мас (ШПА)         | Мовистар             | + 21"       |
| 4.       | Микел Ланда (ШПА)       | Судал—Квик-степ      | + 22"       |
| 5.       | Лени Мартинез (ФРА)     | Бахреин—викторијус   | + 28"       |
| 6.       | Лауренс де Плус (БЕЛ)   | Инеос гренадирс      | + 59"       |
| 7.       | Еган Бернал (КОЛ)       | Инеос гренадирс      | + 59"       |
| 8.       | Ленерт ван Етвелт (БЕЛ) | Лото                 | + 1' 10     |
| 9.       | Сајмон Јејтс (УК)       | Визма—лејз а бајк    | + 1' 14"    |
| 10.      | Ричард Карапаз (ЕКВ)    | ЕФ едукејшон—изипост | + 1' 27"    |

### 7. етапа
30. март 2025. — Барселона — Барселона, 88.2 km
| Позиција | Возач                   | Тим                       | Вријеме    |
| -------- | ----------------------- | ------------------------- | ---------- |
| 1.       | Примож Роглич (СЛО)     | Ред бул—Бора–ханзго       | 1ч 58' 27" |
| 2.       | Лауренс де Плус (БЕЛ)   | Инеос гренадирс           | + 14"      |
| 3.       | Ленерт ван Етвелт (БЕЛ) | Лото                      | + 14"      |
| 4.       | Доријан Годон (ФРА)     | Декатлон АГ2Р ла мондијал | + 19"      |
| 5.       | Силван Монике (ФРА)     | Кофидис                   | + 19"      |
| 6.       | Лоренцо Фортунато (ИТА) | ХДС Астана                | + 19"      |
| 7.       | Корбин Стронг (НЗЛ)     | Израел—премијер тех       | + 19"      |
| 8.       | Сајмон Јејтс (УК)       | Визма—лејз а бајк         | + 19"      |
| 9.       | Аксел Лоренс (ФРА)      | Инеос гренадирс           | + 19"      |
| 10.      | Риди Молар (ФРА)        | Групама—ФДЈ               | + 19"      |

| Позиција | Возач                   | Тим                  | Вријеме     |
| -------- | ----------------------- | -------------------- | ----------- |
| 1.       | Примож Роглич (СЛО)     | Ред бул—Бора–ханзго  | 24ч 46' 21" |
| 2.       | Хуан Ајусо (ШПА)        | УАЕ тим емирејтс ХРГ | + 28"       |
| 3.       | Енрик Мас (ШПА)         | Мовистар             | + 53"       |
| 4.       | Микел Ланда (ШПА)       | Судал—Квик-степ      | + 54"       |
| 5.       | Лени Мартинез (ФРА)     | Бахреин—викторијус   | + 1' 00"    |
| 6.       | Лауренс де Плус (БЕЛ)   | Инеос гренадирс      | + 1' 20"    |
| 7.       | Еган Бернал (КОЛ)       | Инеос гренадирс      | + 1' 31"    |
| 8.       | Ленерт ван Етвелт (БЕЛ) | Лото                 | + 1' 33     |
| 9.       | Сајмон Јејтс (УК)       | Визма—лејз а бајк    | + 1' 46"    |
| 10.      | Ричард Карапаз (ЕКВ)    | ЕФ едукејшон—изипост | + 1' 59"    |

## Класификације
На Вуелта а Каталуњи су се додјељивале четири различите мајице за четири класификације, а поред њих је постојала и тимска класификација, додјељивала се награда за најагресивнијег возача на свакој етапи и за најбољег каталонског возача.
- Прва и најважнија класификација био је генерални пласман, јер је побједник генералног пласмана такође и побједник трке.[44] Пласман се рачунао тако што су се на времена возача остварена на првој етапи, додавала времена остварена на свакој наредној.[45] Три првопласирана возача на свакој етапи осим екипног хронометра добијали су временску бонификацију од 10, 6 и 4 секунде, а у току трке, на означеним пролазним циљевима, додјељивале су се такође секунде бонификације, за прву тројицу возача, од 3, 2 и 1 секунде.[16] Возач са најмањим укупним временом у току трку носио је бијело—зелену мајицу и сматра се побједником на крају трке.[46] У случају да су возачи били изједначени гледао се пласман по етапама, а у случају да су били изједначени у свему, гледао се пласман на последњој етапи.[45]

- Једна од другостепених класификација била је класификација по поенима. На свакој етапи поене су добијала прва три возача, побједник је добијао 10 поена, другопласирани 6 и трећепласирани 4, док су на пролазним циљевима поене добијала такође три првопласирана возача, 3, 2 и 1 поен.[47] Лидер класификације носио је бијело—плаву мајицу,[48] а у случају да су возачи били изједначени, гледао се број етапних побједа, а затим број побједа на пролазним циљевима, док се као последња опција гледала позиција возача у генералном пласману на крају трке.[47]

- Једна од другостепених класификација била је и брдска класификација, за коју су се поени додјељивали првим возачима који пређу преко означених успона, који су били категоризовани у четири категорија.[47] На успонима специјалне категорије поене је добијало шест првопласираних возача, 26, 20, 16, 14, 12 и 10, на успонима прве категорије поене је добијало такође шест првопласираних возача, 10, 8, 6, 4, 2 и 1, на успонима друге категорије поене су добијала четири првопласирана возача, 5, 3, 2 и 1 поен, а на успонима треће категорије поене су добијала три првопласирана возача, 3, 2 и 1 поен.[47]  Лидер класификације носио је бијело—црвену мајицу,[48] а у случају да су возачи били изједначени прво се гледао број првих мјеста на успонима специјалне категорије, затим на успонима прве, друге и треће категорије, а ако су били изједначени по свему, гледала се позиција у генералном пласману.[47]

- Четврта мајица која се додјељивала је за најбољег младог возача. У класификацији су се такмичили само возачи млађи од 23 година, а лидер се одлучивао према оствареном времену, исто као и за генерални пласман.[47] Пласман се рачунао тако што су се на времена возача остварена на првој етапи, додавала времена остварена на свакој наредној.[47] Три првопласирана возача на свакој етапи добијали су временску бонификацију од 10, 6 и 4 секунде, а у току трке, на пролазним циљевима су се добијале такође секунде бонификације, за прву тројицу возача, од 3, 2 и 1 секунде.[16] Возач са најмањим укупним временом у току трку носио је бијело—наранџасту мајицу и сматра се побједником класификације на крају трке.[48] У случају да су возачи били изједначени гледао се пласман по етапама, а у случају да су били изједначени у свему, гледао се пласман на последњој етапи.[16]

- Последња класификација је била тимска класификација, која се рачунала тако што су се на крају сваке етапе сабирала времена прве тројице возача из сваког тима, а водећи тим био је тим са најмањим укупним временом.[45] У случају да су тимови били изједначени, рачунао се број првих мјеста у тимској класификацији по етапама, а затим број других, трећих и четвртих мјеста, док се као последња опција гледала позиција возача у генералном пласману.[47] Сваки тим који би на трци остао са мање од три возача био је дисквалификован из класификације.[47] Возачи водећег тима у класификацији носили су црвене бројеве на дресовима.[48] На крају сваке етапе бирао се најагресивнији возач гласањем на друштвеним мрежама, који је на наредној етапи носио зелени број на дресу.[47] Најбољи каталонски возач у генералном пласману на крају трке добио је почасну мајицу.[49]

| Етапа | Побједник     | Генерални пласман · | Класификација по поенима · | Брдска класификација · | Најбољи млади возач · | Тимска класификација · | Најагресивнији возач · |
| ----- | ------------- | ------------------- | -------------------------- | ---------------------- | --------------------- | ---------------------- | ---------------------- |
| 1.    | Метју Бренан  | Метју Бренан        | Метју Бренан               | Дени ван дер Тук       | Метју Бренан          | Алпесин—декунинк       | Јан Кастелон           |
| 2.    | Итан Вернон   | Метју Бренан        | Метју Бренан               | Дени ван дер Тук       | Метју Бренан          | Алпесин—декунинк       | Дијего Уриарте         |
| 3.    | Хуан Ајусо    | Хуан Ајусо          | Метју Бренан               | Бруно Армираил         | Хуан Ајусо            | Визма—лејз а бајк      | Алекс Моленар          |
| 4.    | Примож Роглич | Примож Роглич       | Примож Роглич              | Бруно Армираил         | Хуан Ајусо            | ХДС Астана             | Ерик Фагундез          |
| 5.    | Метју Бренан  | Хуан Ајусо          | Метју Бренан               | Бруно Армираил         | Хуан Ајусо            | Визма—лејз а бајк      | Голом Мургуиалдај      |
| 6.    | Квин Симонс   | Хуан Ајусо          | Хуан Ајусо                 | Бруно Армираил         | Хуан Ајусо            | Визма—лејз а бајк      | Карлос Верона          |
| 7.    | Примож Роглич | Примож Роглич       | Примож Роглич              | Примож Роглич          | Хуан Ајусо            | Визма—лејз а бајк      | Матс Вензел            |
| Крај  | Крај          | Примож Роглич       | Примож Роглич              | Примож Роглич          | Хуан Ајусо            | Визма—лејз а бајк      | Није додијељена        |

## Резултати
| Легенда | Легенда                                                     | Легенда | Легенда                                      | Легенда | Легенда                                  |
| ------- | ----------------------------------------------------------- | ------- | -------------------------------------------- | ------- | ---------------------------------------- |
|         | Означава побједника генералног пласмана                     |         | Означава побједника класификације по поенима |         | Означава побједника брдске класификације |
|         | Означава побједника класификације за најбољег младог возача |         | Означава побједника тимске класификације     |         |                                          |

### Генерални пласман
| Позиција | Возач                   | Тим                  | Вријеме     |
| -------- | ----------------------- | -------------------- | ----------- |
| 1.       | Примож Роглич (СЛО)     | Ред бул—Бора–ханзго  | 24ч 46' 21" |
| 2.       | Хуан Ајусо (ШПА)        | УАЕ тим емирејтс ХРГ | + 28"       |
| 3.       | Енрик Мас (ШПА)         | Мовистар             | + 53"       |
| 4.       | Микел Ланда (ШПА)       | Судал—Квик-степ      | + 54"       |
| 5.       | Лени Мартинез (ФРА)     | Бахреин—викторијус   | + 1' 00"    |
| 6.       | Лауренс де Плус (БЕЛ)   | Инеос гренадирс      | + 1' 20"    |
| 7.       | Еган Бернал (КОЛ)       | Инеос гренадирс      | + 1' 31"    |
| 8.       | Ленерт ван Етвелт (БЕЛ) | Лото                 | + 1' 33"    |
| 9.       | Сајмон Јејтс (УК)       | Визма—лејз а бајк    | + 1' 46"    |
| 10.      | Ричард Карапаз (ЕКВ)    | ЕФ едукејшон—изипост | + 1' 59"    |

### Класификација по поенима
| Позиција | Возач                 | Тим                    | Поени |
| -------- | --------------------- | ---------------------- | ----- |
| 1.       | Примож Роглич (СЛО)   | Ред бул—Бора–ханзго    | 34    |
| 2.       | Хуан Ајусо (ШПА)      | УАЕ тим емирејтс ХРГ   | 25    |
| 3.       | Квин Симонс (САД)     | Лидл—трек              | 10    |
| 4.       | Итан Вернон (УК)      | Израел—премијер тех    | 10    |
| 5.       | Павел Битнер (ЧЕШ)    | Пикник постнл          | 10    |
| 6.       | Дијего Уриарте (ШПА)  | Керн фарма             | 8     |
| 7.       | Енрик Мас (ШПА)       | Мовистар               | 7     |
| 8.       | Матс Вензел (ЛУК)     | Керн фарма             | 6     |
| 9.       | Јан Кастелон (ШПА)    | Каха рурал—сегурос РГА | 6     |
| 10.      | Лауренс де Плус (БЕЛ) | Инеос гренадирс        | 6     |

### Брдска класификација
| Позиција | Возач                  | Тим                    | Поени |
| -------- | ---------------------- | ---------------------- | ----- |
| 1.       | Примож Роглич (СЛО)    | Ред бул—Бора–ханзго    | 36    |
| 2.       | Матс Вензел (ЛУК)      | Керн фарма             | 36    |
| 3.       | Бруно Армираил (ФРА)   | Групама—ФДЈ            | 33    |
| 4.       | Хуан Ајусо (ШПА)       | УАЕ тим емирејтс ХРГ   | 22    |
| 5.       | Алекс Моленар (ХОЛ)    | Каха рурал—сегурос РГА | 18    |
| 6.       | Дени ван дер Тук (ПОЉ) | Еускалтел—еускади      | 16    |
| 7.       | Лоренцо Германи (ИТА)  | Групама—ФДЈ            | 16    |
| 8.       | Марио Апарисио (ШПА)   | Бургос бурпелет БХ     | 12    |
| 9.       | Пабло Торес (ШПА)      | УАЕ тим емирејтс ХРГ   | 12    |
| 10.      | Енрик Мас (ШПА)        | Мовистар               | 9     |

### Класификација за најбољег младог возача
| Позиција | Возач                         | Тим                    | Вријеме     |
| -------- | ----------------------------- | ---------------------- | ----------- |
| 1.       | Хуан Ајусо (ШПА)              | УАЕ тим емирејтс ХРГ   | 24ч 46' 49" |
| 2.       | Лени Мартинез (ФРА)           | Бахреин—викторијус     | + 32"       |
| 3.       | Метју Ричитело (САД)          | Израел—премијер тех    | + 1' 32"    |
| 4.       | Вилијам Лесерф млађи (БЕЛ)    | Судал—Квик-степ        | + 1' 45"    |
| 5.       | Ђулио Пелицари (ИТА)          | Ред бул—Бора–ханзго    | + 1' 52"    |
| 6.       | Пабло Торес (ШПА)             | УАЕ тим емирејтс ХРГ   | + 7' 38"    |
| 7.       | Хауме Гвардењо (ШПА)          | Каха рурал—сегурос РГА | + 9' 51"    |
| 8.       | Бријек Ролан (ФРА)            | Групама—ФДЈ            | + 11' 01"   |
| 9.       | Емберт Свестад Бордсенг (НОР) | Аркеа—бб хотелс        | + 12' 06"   |
| 10.      | Ђанмарко Гарофоли (ИТА)       | Судал—Квик-степ        | + 19' 23"   |

### Тимска класификација
| Позиција | Тим                       | Вријеме      |
| -------- | ------------------------- | ------------ |
| 1.       | Визма—лејз а бајк         | 74h 26' 13"" |
| 2.       | ХДС Астана                | + 48"        |
| 3.       | Ред бул—Бора–ханзго       | + 1' 58"     |
| 4.       | Инеос гренадирс           | + 3' 47""    |
| 5.       | УАЕ тим емирејтс ХРГ      | + 5' 38"     |
| 6.       | Бургос бурпелет БХ        | + 7' 12"     |
| 7.       | Судал—Квик-степ           | + 8' 14"     |
| 8.       | Декатлон АГ2Р ла мондијал | + 11' 13"    |
| 9.       | ЕФ едукејшон—изипост      | + 17' 39"    |
| 10.      | Лидл—трек                 | + 19' 28"    |